# Mannia
Mannia là một chi rêu trong họ Aytoniaceae.